# Sebastian Soul
Sebastião Aparecido Fonseca (Belo Horizonte, 16 de fevereiro de 1966) conhecido como Sebastian Soul é um ator, cantor, bailarino e empresário brasileiro.
Foi garoto-propaganda por 20 anos da C&A.

## Biografia
Sebastião nasceu na cidade de Belo Horizonte, em 1966. Começou a carreira na adolescência, aos 12 anos, fazendo teatro em BH. Com essa mesma idade, já sapateava e fazia teatro, e aos 14 já tinha trabalhado com grandes nomes da música como Oswaldo Montenegro e Cássia Eller. Em 1989, mudou-se para São Paulo, onde fez testes para campanha publicitárias.Participou de musicais e comerciais. Em 1990, virou garoto-propaganda da rede de lojas C&A, para quem se dedicou integralmente, chegando a gravar até dez comerciais por mês, participando de inauguração de lojas e dando autógrafos. Seu primeiro comercial pela marca no ano de 1989. A campanha conhecida como Abuse e Use foi concebido pelos publicitários Woody Gebara, Ralph Choate e Waldir Costa. O primeiro comercial foi inspirado em um cena de Os irmãos cara de pau em que Cab Caloway canta Minnie The Mutcher.
Com o fim do seu contrato com a C&A, Sebastian começou a se dedicar à carreira de cantor, tendo lançado o CD Melada de Nego em 2004. Em 2010, lançou Sebastian Soul. Sebastian é idealizador do “Núcleo de Artes Cênicas Sebastian”, em Osasco,  que ensina a crianças carentes técnicas teatrais. Sebastian é amigo de longa data do cantor Vinny, que fez muito sucesso no Brasil durante a década de 1990. Em 1997, fez uma participação no clipe da música "Raimunda", do grupo de samba-rock Os Virgulóides.